# Gerd Winner

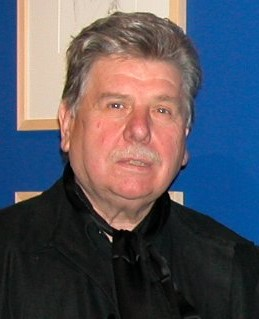
Gerd Winner

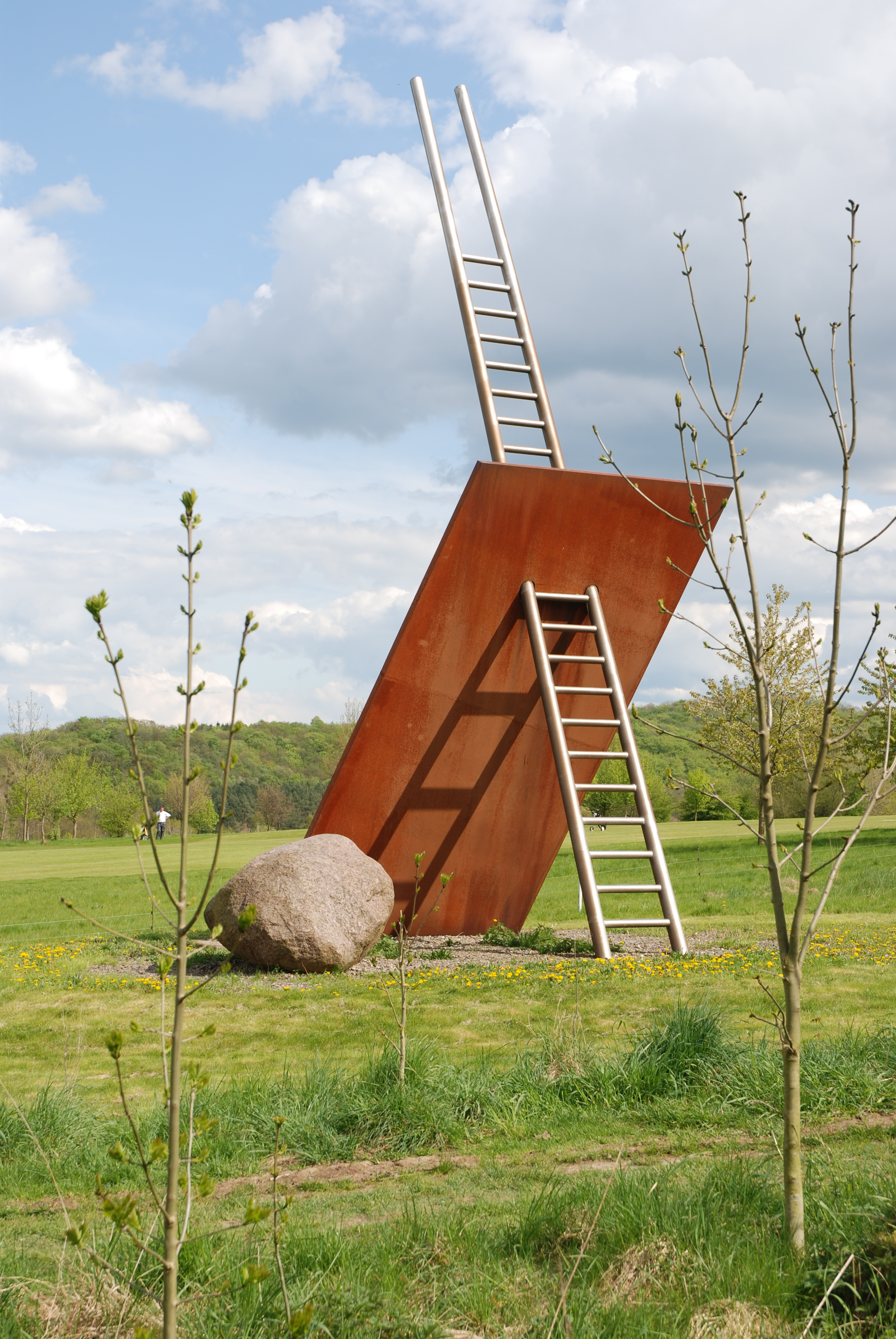
Jakobsleiter (2000), Skulpturenweg Salzgitter-Bad

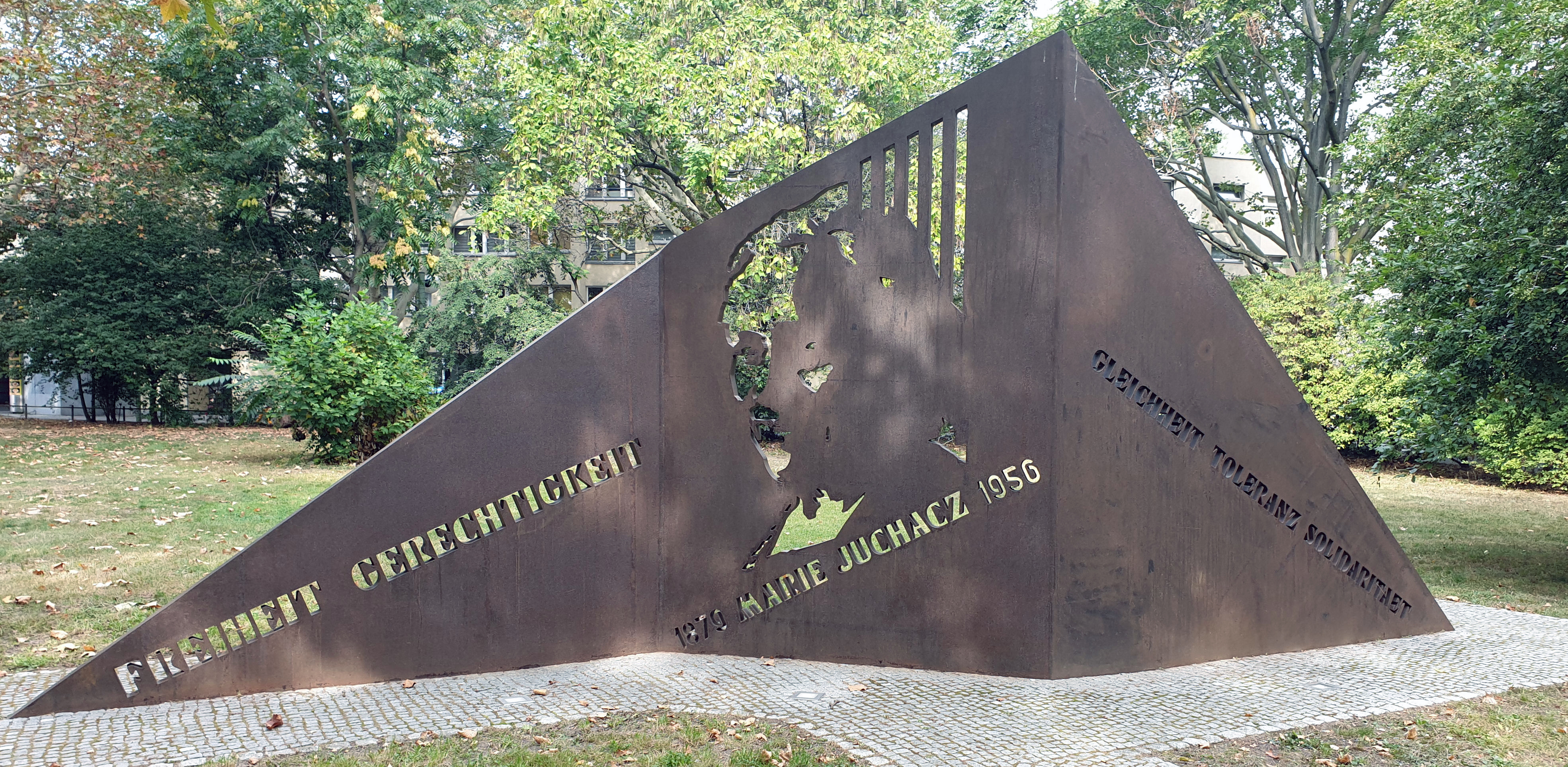
Marie Juchacz, Gitschiner Straße 110, in Berlin-Kreuzberg

Gerd Winner (* 8. Oktober 1936 in Braunschweig) ist ein deutscher Maler und Grafiker.

## Leben und Werk
Winner studierte von 1956 bis 1962 Malerei an der Hochschule für Bildende Künste in Berlin, wurde 1961/62 Meisterschüler von Werner Volkert, und lebte seither als freier Maler und Grafiker in Berlin, Braunschweig und London. Seit 1964 ist er als freischaffender Maler und Grafiker in Berlin tätig sowie seit 1975 als Professor für Malerei und Graphik an der Akademie der Bildenden Künste München. Seit 1974 ist das Barockschloss in Liebenburg, das sich an der Stelle der einstigen Burg Liebenburg befindet, Winners Wohn- und Wirkungsstätte.
Seine Werke sind in internationalen Museen und Galerien ausgestellt. Er nahm 1977 an der von Manfred Schneckenburger organisierten documenta 7 Kassel teil. Ein Beispiel aus dieser Zeit ist das Gemälde End in Acryl auf Leinwand aus dem Jahre 1981.
Bekanntgeworden ist Winner durch großformatige Werke im öffentlichen Raum in der von ihm ausgeführten Technik des künstlerischen Siebdrucks, in Zusammenarbeit mit Chris Prater (Kelpra Studio London). Bemerkenswert sind die umfangreichen Grafikzyklen London Transport, London Docks, Roadmarks, New York Times Square, die künstlerische Auseinandersetzung mit Stadtkultur und urbanen Strukturen sowie die künstlerische Gestaltung der Dominikanerkirchen St. Albertus Magnus in Braunschweig und Heilig Kreuz in Köln. 2000 entwarf und baute Gerd Winner auf dem Gelände des ehemaligen Konzentrationslagers Bergen-Belsen das „Haus der Stille“ – eine begehbare Skulptur – als Raum. Darin können sich die Besucher sammeln und innehalten. Der Raum reflektiert in Gestaltung und Ausführung die brutale und menschenverachtende Bedeutung dieses Ortes.
Am 17. Februar 2008 wurde ein von ihm geschaffenes Altarbild in der Pfarrkirche St. Mariä Himmelfahrt in Bad Gandersheim feierlich eingeweiht. Der Altarraum war seit 2004 nach Plänen des hannoverschen Architekten Klaus Determann neu gestaltet worden. Werke des Künstlers befinden sich unter anderem in der Sammlung der Tate Gallery in London.
Gerd Winner wurde mit seinem Werk in das Portal Künstlerdatenbank und Nachlassarchiv Niedersachsen aufgenommen.

## Auszeichnungen und Ehrungen
Gerd Winner erhielt zahlreiche nationale und internationale Ehrungen für seine künstlerische Leistung, u. a.:
- 1969: Kunstpreis für Grafik der Stadt Wolfsburg[4]
- 1972: Deutscher Kritikerpreis für bildende Kunst, Berlin[5]
- 1973: Kunstpreis für Grafik, Word Graphic Competition, San Francisco[5]
- 1973: Kunstpreis für Grafik, Ljubljana[4]
- 1974: Kunstpreis für Grafik, Biennale Krakau[5]
- 1980: Kunstpreis Norwegische Grafik, Biennale Oxford, Oxford Gallery[5]
- 2011: Ehrenbürger von Liebenburg[6]

## Publikationen
- Urbane Strukturen 1980 - 1990. Mit Textbeiträgen von E. A. Quensen, B. Holeczek, L. Romain, R.W. Gassen und E. Roters. Lamspringe 1991
- Stadt Raum 1968 - 1996. Werkmonographie. Mit Textbeiträgen von L. Romain, M. Boetzkes, P. Gilmour, E. Roters, H.A. Gunk, E.A. Quensen und H. Mersmann. Lamspringe 1996
- Braunschweig – unsere Stadt. Bildband in Zusammenarbeit mit Eckhard Schimpf. Edition Braunschweiger Zeitung 2002
- Urbane Strukturen Berlin-New York 2006, Herausgeber E. A. Quensen, Lamspringe